# Chalcophaps indica
La tortora smeraldina, tortora smeraldina comune o tortora smeraldo (Chalcophaps indica Linnaeus, 1758) è un uccello della famiglia dei Columbidi.

## Descrizione
La tortora smeraldina comune è lunga 23–27 cm e pesa 110-170 g. Ha una corporatura tozza con la coda corta. La striscia grigio bianca al di sopra degli occhi parte dal becco e la sua estensione e colorazione varia in base alla sottospecie. Collo, petto e parti inferiori del corpo sono marrone con sfumature marrone rossastro. Le scapolari sono grigio bianco mentre le ali e le copritrici sono verde smeraldo iridescente o verde bronzo. Le remiganti sono marrone scuro, il sopraccoda presenta due bande grigie molto ben delineate nei maschi. L'iride è marrone scuro, il becco rosso arancio e le zampe rosse o rosate. La femmina è più scura e tendente al castano mentre il maschio è più rossastro. Il principale carattere distintivo tra i sessi è il sopracciglio e la parte superiore del capo che nel maschio sono molto più chiari. La macchia bianca delle ali nella femmina è meno evidente e generalmente più grigia rispetto al maschio o è addirittura assente. Nei giovani il sesso viene determinato osservando il colore del dorso che è nero nel maschio e grigio marrone chiaro nella femmina.

## Biologia
Ricerca il cibo soprattutto sul terreno ed è costituito da semi di riso, grano, frutti caduti, termiti e altri insetti. Nella foresta si nutrono anche delle feci di altri uccelli contenenti semi non completamente digeriti. Il volo è veloce ed in genere a bassa quota, si posano alla base degli alberi o dei cespugli. Alcuni esemplari sono stati osservati anche sulle navi e sui fari. Il periodo riproduttivo è esteso a tutto l'anno in molte zone. Durante il corteggiamento il maschio si posa su un ramo a 2-3 metri da terra e muove ritmicamente la coda e l'addome senza gonfiare il petto o emettere suoni, se la femmina accetta il corteggiamento si avvicina mentre il maschio continua la sua parata dopodiché avviene l'accoppiamento. Nidifica sugli alberi, sui cespugli, sulle felci arboree e sulle palme a 1-11 metri di altezza. Il nido è grande ed è costituito da una piattaforma di ramoscelli, la femmina vi depone due uova color crema. Il periodo di incubazione è di 14-16 giorni, i piccoli del peso di 6,5 grammi sono svezzati a 12-16 giorni. Specie stazionaria compie spostamenti sporadici stagionali.

## Distribuzione e habitat
La distribuzione molto ampia si estende su tutte le regioni orientali: India, Assam e Hainan e ad est fino alle Filippine, sud della Cina, Taiwan e Nuova Guinea. Frequenta una grande varietà di habitat: foreste pluviali primarie, mangrovie, foreste a galleria, zone aperte, campagne coltivate. In Sud-est asiatico e Sumatra vive preferibilmente ai confini delle foreste.

## Tassonomia
Comprende le seguenti sottospecie:
- C. i. indica (Linnaeus, 1758) - dall'India alla Cina meridionale, Malesia, Filippine, Indonesia e isole Papua occidentali;
- C. i. robinsoni E. C. S. Baker, 1928 - Sri Lanka;
- C. i. maxima Hartert, 1931 - isole Andamane;
- C. i. augusta Bonaparte, 1855 - isole Nicobare;
- C. i. natalis Lister, 1889 - isola di Natale (oceano Indiano);
- C. i. minima Hartert, 1931 - isole di Numfor, Biak e Mios Num (al largo delle coste settentrionali della Nuova Guinea).